# Stanica (upravna jedinica)
Stanica (ruski: станица, ukrajinski: станиця) predstavljala je politički i privredni centar kozačkih skupina koje su se uglavnom nalazile na jugu Ruskoga Carstva. Stanice su imale status ruralnih općina i u njihovome sastavu nalazilo se jedno ili više kozačih naselja. U sastavu stanica nalazili su se ne samo središnji dijelovi naselja već i sva okolna zemljišta koja su pripadala kozačkima obiteljima. Stanicama su upravljali izabrani kozački atamani koje su birani od kozačkih obitelji, a svo zemljište koje se nalazilo u granicama jedne stanice bilo je u zajedničkome vlasništvu svih kozačkih obitelji koje su tu živjele. Sličan demokratski sustav raspodjele vlasti i dobara postojao je još samo na području Novgorodske Republike tijekom srednjega vijeka. „Sistem stanica” je doživio potpuni kolaps nakon Ruske revolucije za kojom je uslijedila opća kolektivizacija.
Stanice su imale status vojnih naselja i svaka stanica bila je u obavezi da u kozačke vojne odrede u zavisnosti od potrebe pošalje jedan eskadron vojnika (od 65 do 75 vojnika). Kuće u stanicama bile su glavnom izgrađene od drva, a u središtu svake stanice nalazila se pravoslavna crkva, škola i tržnica (majdan, ruski i ukrajinski: майдан). Kako su radno sposobni muškarci u stanicama bili predodređeni za vojnu službu, najveći dio privrednih aktivnosti u njima obavljale su žene. Unutar svake stanice obično se nalazio mlin, a na rubovima i groblje. Stanice su nerijetko bile okružene i drvenima bedemima koji su ih štitili od neprijateljskih napada. Ataman koji je upravljao stanicom ravnopravno je dijelio zemlju kozačkima obiteljima koje su tu živjele, a sve najvažnije odluke koje su se ticale svih stanovnika stanice donosile su se uz sudjelovanje svih punoljetnih muškaraca, odnosno predstavnika svih obitelji.
Stanica kao tip ruralnog naseljenoga mjesta održala se i do današnjih dana u južnim dijelovima Rusije − Adigeja, Čečenija, Dagestan, Ingušetija, Kabardino-Balkarija, Karačajevo-Čerkezija, Krasnodarski kraj, Rostovska oblast, Sjeverna Osetija-Alanija, Stavropoljski kraj i Volgogradska oblast.
Po broju stanovnika stanice često premašuju i manje gradove, tako da su danas najveće stanice u Rusiji Kanevskaja (44.000) i Lenjingradskaja (37.000) ujedno i najveća seoska naselja u zemlji.